# سوزوكي سيليريو
سوزوكي سيليريو (بالإنجليزية: Suzuki Celerio) هي سيارة مدينة أطلقتها شركة سوزوكي أعلنت عنها أول مرة في معرض طوكيو الدولي للسيارات عام 2009، حيث يندرج هذا الطراز تحت فئة السيارات العائلية الصغيرة الحجم المشهورة بسعرها الرخيص واستهلاكها المنخفض للوقود.
يتميز طراز سيليريو بشكل خارجي جديد كلياً يختلف عن طرازات سوزوكي السابقة، حيث حظي بأضواء أمامية شبه دائرية تمتد إلى أعلى غطاء المحرك، وصادم جديد يحتوي على فتحة تهوية كبيرة مستطيلة الشكل وأضواء ضباب دائرية صغيرة على طرفيه، كما ويتميز طراز سوزوكي سيليريو في الخلف بأضواء كبيرة وباب صندوق أمتعة صغير مزود بضوء توقف أعلاه وصادم نافر يتناسق مع التصميم الخلفي لطراز سيليريو.
أما مقصورة سوزوكي سيليريو الداخلية فهي جديدة بالكامل، حيث تحتوي على عدادات مجزأة بلون برتقالي جميل واحد في الكونسول خلف المقود وآخر يبرز أعلى الكونسول بجانب فتحة التهوية، كما تحتوي سيليريو الجديدة كلياً على كونسول وسطي جديد مع أزرار للتحكم بنظام التكييف ونظام ستيريو من 4 سماعات يمكّنك من تشغيل العديد من الأنظمة والملفات مثل الـ MP3 بالإضافة إلى مشغل أقراص CD .

## وصلات خارجية
- تقرير سوزوكي سيليريو
- ظهور الجيل الثاني من سوزوكي سيليريو